# Acanthosaura cardamomensis
Acanthosaura cardamomensis là một loài thằn lằn trong họ Agamidae. Loài này được Wood, Grismer, Grismer, Neang, Chav & Holden mô tả khoa học đầu tiên năm 2010.